# More Mindanao
More Mindanao ili Boholsko more je more u Tihom oceanu koje nalazi između otoka otočne skupine Visayas i otoka Mindanao, na Filipinima. 
Boholsko more je povezano s Filipinskim morem tjesnacem Surigao, s Camoteskim morem kroz kanal Canigao i tjesnac Cebu, i sa Suluskim morem kroz tjesnac između otoka Negros i poluotoka Zamboanga.